# Povilas Čukinas
Povilas Čukinas (* 11. April 1983 in Trakai, Litauische SSR, Sowjetunion) ist ein litauischer Basketballspieler. 
Seine Karriere als Profi begann in seiner Heimat beim Hauptstadtklub Lietuvos rytas Vilnius. Nach drei Vizemeisterschaften in Folge (2003, 2004, 2005) gelang es ihm, 2006 mit Vilnius den Meistertitel in der litauischen Basketball-Liga (Lietuvos krepšinio lyga) zu holen, im selben Jahr auch den Titel der gesamtbaltischen Baltic Basketball League, Finalteilnahme 2005. 2005 wurde zudem der ULEB-Cup gewonnen. 

## Stationen im Ausland
In der Saison 2006/07 spielte Čukinas zum ersten Mal in Deutschland, für EnBW Ludwigsburg, im Jahr darauf für Tissettanta Cantù (italienische Serie A). 2008 kehrte er kurz ins Baltikum zurück, wo er zwei Monate in Lettland für die Barons LMT aus Riga spielte. Die Saison 2008/09 setzte er danach beim BK Budiwelnik in Kiew fort. 2009/10 spielte Cukinas wieder in Litauen, bei Žalgiris Kaunas; 2010/11 wurde er an Aisčiai Kaunas ausgeliehen. Im November 2011 kehrte Čukinas nach Deutschland zurück, wieder nach Baden-Württemberg, und heuerte bei den Tigers Tübingen an. Zur Saison 2012/13 ging er wieder nach Italien zu Pallacanestro Cantù.